# رامون دي كاردونا
رامون دي كاردونا (بالكاتالانية Ramón Folc III de Cardona-Anglesola ؛ (بالإيطالية: Raimondo de Cardona) ؛ (بلبيغ، لاردة، 1467 - نابولي، 10 مارس 1522) هو بارون بلبيغ و كونت ألفيتو و دوق سوما، كان جنرالاً إسبانياً في قوات الرابطة المقدسة و نائب الملك بمملكة نابولي من 1509 حتى 1522. برز اسمه بعد احتلاله المرسى الكبير في 1505 خلال حملات في شمال أفريقيا، كما نصب الميديشي على فلورنسا ، و طرد الفرنسيين من شمال إيطاليا وفرض حصارا على مدينة البندقية.